# Корнуоллский пирожок

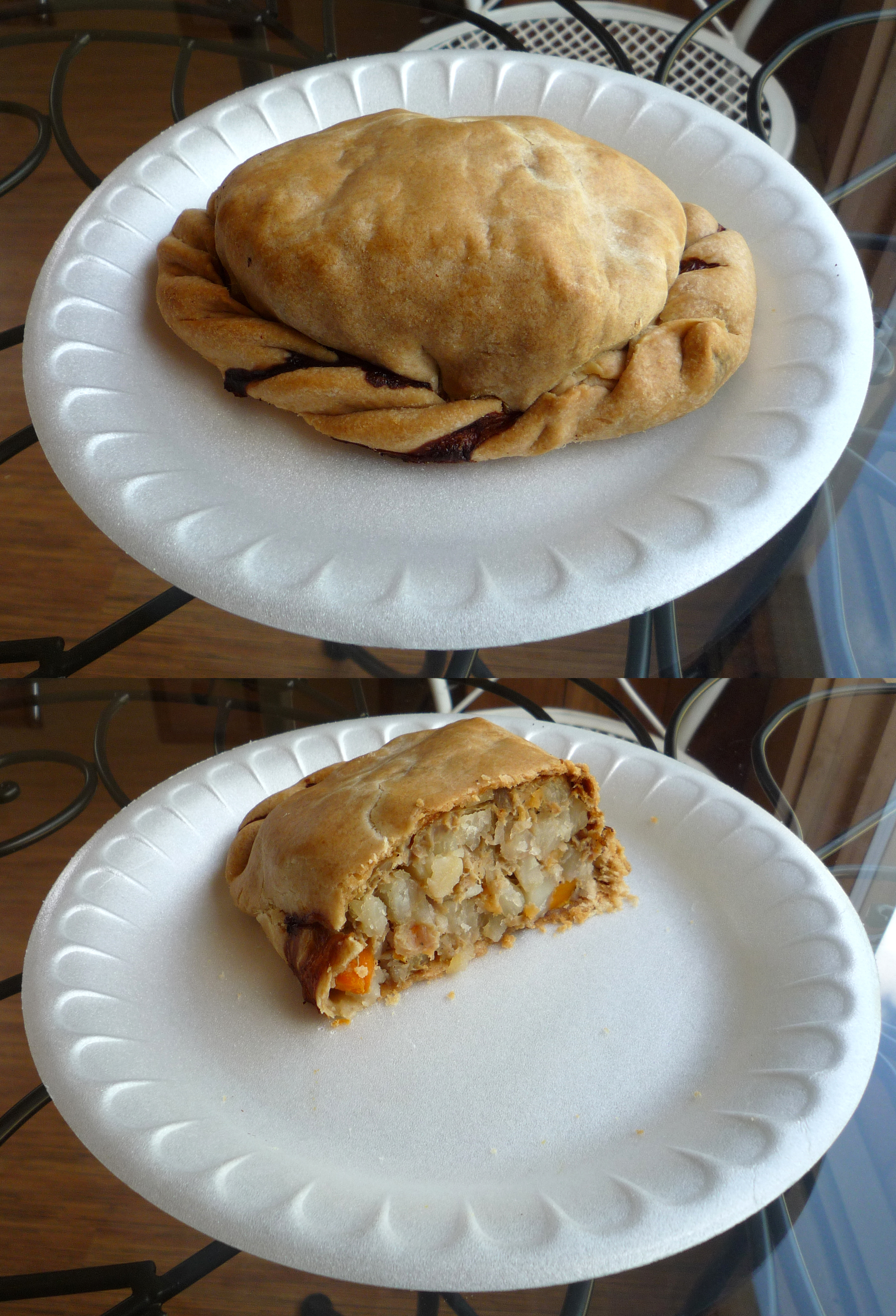

Корнуоллский пирожок (корнуэльский пирожок, англ. Cornish pasty, корн. Pasti) — английское национальное блюдо.

## Общие сведения
Представляет собой пирог округлой или овальной формы, часто слоёный, приготавливаемый из теста, сделанного из пшеничной или пшенично-ржаной муки, и различной начинки. Начинка может быть как мясная — из говядины, свинины или куриного мяса, так и овощная. Корнуоллские пирожки готовят также с более сложным содержимым, куда входят и тушёное мясо, картофель, капуста, морковь, приправленные пряностями, в том числе петрушкой, пастернаком и брюквой. Готовят такие пироги и с фруктовой, например, яблочной начинкой. Подаются и употребляются в пищу сразу по готовности, горячими. Имеются десятки разновидностей корниш пасти, отличающихся друг от друга тестом, начинкой или формой.
Корнуоллский пирожок является традиционным блюдом для юго-западных регионов Англии, главным образом Корнуолла. Он считается отличительным признаком местной кухни, хотя в настоящее время приготовление и продажа этого вида вкусной и питательной пищи распространилась по всей Англии. Корнуоллский пирожок можно приобрести за весьма умеренную плату (от 50 пенсов до 2 фунтов, в зависимости от размера) во множестве специализированных пирожковых от Йорка на севере страны до Виндзора на юге. Кроме этого, за пределами Великобритании этот вид горячей закуски теперь можно купить во многих странах мира — от Австралии до Мексики и США.
Первоначально, в позднее Средневековье и начало Нового времени, корниш пасти являлись едой-обедом для рудокопов-корнуольцев, добывавших олово в местных шахтах: такой пирожок можно есть грязными руками, держа за край, который потом выбрасывается. Пироги делали жёны рудокопов, запекая в хлебном тесте питательную мясную и овощную начинку.
В 2017 г. вратарь футбольного клуба «Саттон Юнайтед» Уэйн Шоу лишился работы за мошенничество, помогая своим друзьям выиграть в букмекерской конторе ставку на то, что он съест какую-то еду во время футбольного матча. Во время матча Уэйн Шоу съел корнуоллский пирожок.